# Live Sådan
Live Sådan är ett livealbum av Gasolin' och släpptes i juni 1976 som ett dubbelalbum. Det spelades in under bandets vinterturné i Danmark i januari 1976.
Det var det första av tre officiella livealbum som släpptes av Gasolin' och det anses vara det definitivt bästa (?). De andra livealbumen är Live i Skandinavien och Derudaf Forever. Live Sådan producerades av Franz Beckerlee och Roy Thomas Baker med Freddy Hansson som ljudtekniker. Det var det första albumet som spelades in i Sweet Silence Mobile Studio. Majoriteten av låtarna från denna liveinspelning kommer från Stakkels Jim och Gas 5.  
Live Sådan innehåller 14 livelåtar och en studiolåt: "Hvad gør vi nu, lille du". Studiolåten togs bort när Live Sådan släpptes på cd 1989. Live Sådan är också inkluderad i The Black Box-settet. "Hvad gør vi nu, lille du" släpptes som singel med "Keep On Knockin'" på B-sidan. Live Sådan innehåller två låtar som inte är skrivna av Gasolin': "Keep On Knockin'" av Perry Bradford och som gjordes känd av Little Richard, och "Sort, sort, sort" som är en gammal dansk folkvisa. 

## Låtlista
1. "Good Time Charlie" - 4:55
2. "Kap Farvel til Ümánarssuaq" - 5:38
3. "Legenden om Josha og Ming" - 9:28
4. "Masser af succes" - 3:49
5. "Kvinde min" - 5:13
6. "Splittergal" - 4:29
7. "Sjagge" - 3:51
8. "Sort, sort, sort" - 2:03
9. "Alla-tin-gala" - 12:36
10. "The Last Jim" - 3:48
11. Medley: "Fi-Fi Dong"  / "Det var Inga, Katinka og smukke Charley på sin Harley" - 4:01
12. "Rabalderstræde" - 5:31
13. "Keep On Knockin'" - 3:41
14. "Refrainet er Frit" - 5:13
15. "Hvad gør vi nu, lille du" (inte inkluderad på CD:n) - 3:34

## Medverkande

### Gasolin'
- Kim Larsen - sång, kompgitarr
- Franz Beckerlee - gitarr, kör
- Wili Jønsson - bas, piano, kör
- Søren Berlev - trummor

### Produktion
- Franz Beckerlee – producent
- Roy Thomas Baker - producent
- Freddy Hansson – ljudtekniker
- Gary Lyons - mixare i Sarm Studios, London

## Listplaceringar
| Lista (1976) | Position        |
| ------------ | --------------- |
| Danmark      | 1 (DR "Top 20") |
| Sverige      | 19 (Topplistan) |